# Nicolas Deleau
Nicolas Deleau, né le 29 avril 1797 à Vézelise, décédé le 30 novembre 1862 à Larchant, est un médecin français, précurseur du traitement des maladies de l'audition et de la surdité .

## Origines
Issu d'une ancienne famille bourgeoise originaire de Fécocourt en Lorraine, Nicolas Deleau était né à Vézelise, près de Vaudémont, où sa famille possédait l'Hôtel de Tavagny.
Son père, Jean-Noël Deleau, bourgeois de Vézelise et praticien, était propriétaire d'une auberge, et sa mère, Élisabeth Bottin, descendait d'une famille de médecins militaires.
Comme plusieurs de leurs ancêtres avant eux, son grand-père maternel, deux de ses oncles et son frère s'étaient distingués dans la carrière médicale.
Engagé à leur suite, Nicolas Deleau devint à seize ans chirurgien sous-aide sous l’Empire, attaché aux hôpitaux de Bruxelles, puis au 4e cuirassiers d’Angoulême, et participa à ce titre aux dernières campagnes de l'Empire. De cette période militaire, il retira une grande habileté chirurgicale et un tempérament combattif.

## Un médecin précurseur dans le traitement de la surdité
Reçu docteur en médecine le 23 juin 1818, quelques mois avant son frère aîné Joseph, Nicolas Deleau exerça tout d'abord son art à Vézelise.
Après quatre années de médecine civile, il aborda le traitement de la surdité. 
Doué d'un tempérament de chercheur, le docteur Deleau réussit à améliorer grandement les techniques de recouvrement de l'audition, notamment par l'insufflation d'air dans les trompes d'Eustache.
Plusieurs guérisons de sourds-muets de naissance, à qui il apprit à parler au prix d'un patient travail pédagogique, le rendirent célèbre et lui permirent sa nomination comme médecin de l'Hôpital des orphelins pour les maladies de l'oreille. S'appliquant à l'insertion sociale des sourds-muets guéris, il publia comme fruit de son expérience une Nouvelle dactylologie alphabétique et syllabique pour commencer l'instruction des sourds-muets.
Devenu un médecin auriste reconnu, Nicolas Deleau collectionna les diplômes et les récompenses : prix Montyon (1826), médaille d’Or de Saxe (1830), grande médaille d’Or des Etats de Suède (1840)... 
Souhaitant poursuivre ses travaux dans le cadre le plus adapté, il fut plusieurs fois, sans succès, candidat à l'obtention du poste de médecin adjoint de l'institut des Sourds-muets, mais se heurta à la réticence du docteur Itard, influent auprès de l'Académie de médecine et devenu son rival.
Il n'en avait pas moins continué de s'intéresser aux autres domaines de la médecine, recevant de nombreux patients et publiant, en parallèle, plusieurs traités médicaux.

## Mariage et postérité
Nicolas Deleau avait épousé en janvier 1820 Béatrix-Victoire Sauce, fille de Jean-Baptiste Sauce, procureur-syndic de Varennes, lequel avait accueilli la famille royale lors de son échappée du 21 juin 1792. 
Très royaliste, le docteur Deleau s'attacha dès lors à défendre la mémoire de son beau-père devant les accusations injustement portées par les premiers historiens de la Révolution française. 
De son mariage, il eut deux fils également docteurs en médecine : Émile et Léon.
Tout comme son confrère, Étienne Pierre Morlanne, le docteur Nicolas Deleau mourut à Larchant le 30 novembre 1862, à l'âge de soixante-cinq ans, d’un anthrax à l’épaule.

## Le Marais de Larchant
Acquéreur en 1840 de la propriété du Marais, à Larchant, Nicolas Deleau s'était pris d’intérêt pour l’agriculture et l’aménagement de son domaine, et tenta d’assécher le marais pour en faire des prairies verdoyantes et améliorer la qualité des terres. 
C’est Léon Deleau, son fils cadet, futur maire de Larchant, qui hérita de la propriété du Marais.

## Publications médicales
- Dissertation sur la cause prochaine de la fièvre adynamique ou putride (1818)
- Aperçu sur l'abus du vomissement provoqué dans les maladies, avec des réflexions pour venir à l'appui de la doctrine physiologique de M. Broussais (1820)
- Mémoire sur la perforation de la membrane du tympan, pratiquée pour rétablir l'ouïe dans plusieurs cas de surdité, avec des observations sur des sourds-muets, et quelques considérations sur le développement de l'ouïe et de la parole (1822)
- Première lettre de M. le Dr Deleau au rédacteur du "Journal de l'instruction des sourds-muets" (25 décembre 1822)
- Observations de deux sourdes et muettes qui entendent et qui parlent, pour servir de preuve que beaucoup peuvent jouir du même bienfait, quatrième mémoire relatif aux maladies de l'oreille, par Deleau jeune(1823)
- Description d'un instrument pour rétablir l'ouïe dans plusieurs cas de surdité inventé par M. Deleau jeune (1823)
- Tableau des maladies de l'oreille qui engendrent la surdité (1825)
- L'Ouïe et la parole rendues à Honoré Trézel, sourd-muet de naissance, précédé d'un rapport fait à l'Académie des sciences (par Magendie) (1825)
- Portrait et facsimile de l'écriture d'un jeune sourd-muet de naissance, qui a recouvré l'ouïe et la parole par les soins du Dr Deleau jeune (1825)
- Des Effets pathologiques de quelques lésions de l'oreille moyenne sur les muscles de l'expression faciale, sur l'organe de la vue et sur l'encéphale (cette notice contient les deux premières observations connues en chirurgie d'extraction de corps étrangers introduits dans la caisse du tympan)
- Deuxième Réponse du docteur Deleau aux lettres de M. Itard (9 janvier 1827)
- Tableau de guérisons de surdités, opérées par le cathétérisme de la trompe d'Eustache, suivi d'une lettre adressée à l'Académie de médecine, par le Dr Deleau jeune (1827)
- Troisième Réponse du Dr Deleau aux lettres de M. Itard
- Sur le cathétérisme de la trompe d'Eustache et sur les expériences de M. Itard (1828)
- Nouvelles Recherches physiologiques sur les éléments de la parole qui composent la langue française, et sur leur application à une nouvelle dactylologie alphabétique et syllabique pour l'éducation des sourds-muets, par le docteur Deleau jeune, mémoire lu à l'Académie des sciences le 21 juin 1830
- Exposé d'une nouvelle dactylologie alphabétique et syllabique, indispensable aux personnes qui veulent commencer l'instruction des sourds-muets (1830)
- Du Danger des opinions exclusives dans le traitement du choléra-morbus (1832)
- Recherches physiologiques et pathologiques sur la présence de l'air atmosphérique dans l'oreille moyenne (1836)
- Traité du cathétérisme de la trompe d'Eustache, et de l'emploi de l'air atmosphérique dans les maladies de l'oreille moyenne (1838)
- Lettre du Dr Deleau jeune à MM. les membres de l'Académie des sciences, sur l'emploi de la méthode syllabique dans l'instruction des sourds-muets (Ed. E.-B. Delanchy, Paris, 1843)

## Sources
- Encyclopédie biographique du XIXe siècle - tome 9 -  Médecins célèbres, M. de Lansac, Paris, 1845.
- Les médecins de Paris jugés sur leurs œuvres, C. Sachaile de la Barre, Paris, 1845.